# 恭新
恭新，另译江新或光新，是缅甸克钦邦八莫縣八莫镇区下辖的一个村。此处曾是元缅战争的战场。